# 블라디미르 로기노프 (축구 선수)
블라디미르 예브게니예비치 로기노프(러시아어: Влади́мир Евге́ньевич Ло́гинов, 1974년 1월 5일~)는 카자흐스탄의 은퇴한 축구 선수이다. 카자흐스탄 축구 국가대표팀의 일원으로도 활약하여, 1998년 아시안 게임에 참가했고, A매치에서 3골을 넣었다.

## 클럽 경력
현재의 오랄에 해당하는 우랄스크 출신으로 우랄스크 체육학교를 다니며, 파벨 톨스토이에게 축구를 배웠다.
1992년에 FC 아크자이크의 전신인 FC 우랄레츠 우랄스크에 입단하여 축구 선수 경력을 시작했고, 3시즌 후 동안 우랄스크에서 활동했다. 이후 1995년에 카이사르 키질로르다로 이적하였으며, 6년 간 뛰었다. 2002년에는 FC 악퇴베에 입단하여 2005년까지 활동했으며, 이후 예네르게티크 파블로다르를 거쳐 2007년 첫 소속팀인 FC 아크자이크에서 뛰다가 은퇴했다.

## 국가대표팀 경력
1996년부터 카자흐스탄 축구 국가대표팀에 소집되었고, 그 해 7월 5일에 열린 카타르와의 1996년 AFC 아시안컵 예선 경기를 통해 A매치에 데뷔하였다. 이후 방콕에서 열린 1998년 아시안 게임의 축구 종목에 참가하였으며, 카자흐스탄 대표팀의 5경기 중 4경기에 출전했다. 그의 마지막 A매치는 2001년 11월 14일에 열린 에스토니아와의 친선 경기이다. 그는 카자흐스탄 대표팀 선수로서 총 3골을 넣었고, 3골 모두 1998년 FIFA 월드컵 아시아 예선에서 기록했다.